# Hirekodathakal, Tumkur
Hirekodathakal là một làng thuộc tehsil Tumkur, huyện Tumkur, bang Karnataka, Ấn Độ.